# Juan Antonio Bayona
Juan Antonio García Bayona (Barcelona, 9 mei 1975) is een Spaanse filmregisseur, voornamelijk bekend onder de naam J. A. Bayona. Naast zijn regie voor tv-reclame en muziekvideo's, is hij het meest bekend door de horrorfilm El orfanato uit 2007 en de dramafilm The Impossible uit 2012.

## Leven en carrière
Bayona is geboren in Barcelona en groeide op met een passie voor film. Eerst was hij journalist en vervolgens studeerde hij regie aan de Cinema and Audiovisual School Catalonia. Tijdens het Sitges Filmfestival in 1993 in Spanje ontmoette Bayona de regisseur Guillermo del Toro, die zijn film Cronos presenteerde. Del Toro beloofde Bayona in de toekomst te helpen. Na Bayona's afstuderen van zijn filmacademie begon hij zijn carrière met het regisseren van commercials en popvideo's van Spaanse artiesten als OBK, Hevia, Ella Baila Sola en Camela.
Bayona regisseerde twee korte films Mis Vacaciones en El Hombre Esponja in 2002.
In 2004 ontmoette Bayona Sergio G. Sánchez met wie hij werkte aan de korte film 7337 en kreeg Bayona van hem het script voor El orfanato aangeboden. Om de film naar zijn wensen te maken verdubbelde Bayona het filmbudget en de draaitijd. Bayona kreeg hulp van een bevriende filmregisseur, Guillermo del Toro, die hem aanbood de film te co-produceren. El orfanato ging in première op het Filmfestival Cannes op 20 mei 2007 en kreeg hier een tien-minuten-lang applaus van het publiek.
De film werd een groot succes in Spanje na een 8,3 miljoen dollar lancering in 350 bioscoopzalen. De film was het op een na hoogste debuut ooit voor een Spaanse film en had de grootste opening van het jaar, waardoor het een groter succes werd dan de Spaans-Mexicaanse film El laberinto del fauno.
Met El orfanato won Bayona de prijs voor de Beste Regisseur op de Spaanse Goya Awards van 2008. Bayona was een van de vele kandidaten voor de regie van The Twilight Saga: Eclipse maar was niet gekozen en niet geïnteresseerd in het maken van deze film.
In mei 2009 meldde het tijdschrift Variety dat Bayona opnieuw samen ging werken met scenarist Sergio G. Sánchez aan The Impossible, een film van de Apaches Entertainment, Telecinco Cinema en Spongeman, Bayona's eigen label uit Barcelona. Summit Entertainment had de rechten voor The Impossible, met als hoofdrolspelers Naomi Watts en Ewan McGregor. The Impossible is gebaseerd op een waargebeurd verhaal dat plaatsvond tijdens de zeebeving in de Indische Oceaan in 2004.

## Filmografie
| Jaar | Titel                          | Prijzen en nominaties |
| ---- | ------------------------------ | --- |
| 1999 | My Holidays                    | |
| 2002 | The Spongeman                  | |
| 2004 | Sonorama                       | |
| 2007 | El orfanato                    | Goya voor Beste regisseur Goya voor Beste Script na adaptatie Nominatie – Goya voor Beste Film |
| 2012 | The Impossible                 | Gaudí Awards voor Beste Regisseur Gaudí Awards voor Beste Europese Film Goya voor Beste Regisseur Nominatie – Goya voor Beste Film Nominatie – Detroit Film Critics Society voor Beste Regisseur Nominatie – Detroit Film Critics Society voor Beste Film Nominatie – Las Vegas Film Critics Society voor Beste Film |
| 2016 | A Monster Calls                | |
| 2018 | Jurassic World: Fallen Kingdom | |